# صموئيل جيفرسون ماسون
صموئيل جيفرسون ماسون (بالإنجليزية: Samuel Jefferson Mason) هو مهندس كهربائي أمريكي، ولد في 1921 في نيويورك في الولايات المتحدة، وتوفي في 1974.